# زین‌الدین زیدان
زین‌الدین یزید زیدان (فرانسوی: Zinédine Yazid Zidane‎؛ قبایلی: Zineddin Lyazid Zidan؛ زادهٔ ۲۳ ژوئن ۱۹۷۲) که عموماً با نام زیزو شناخته می‌شود، مربی و بازیکن سابق فوتبال فرانسوی است که در پست هافبک هجومی بازی می‌کرد. او اخیراً سرمربی باشگاه اسپانیایی رئال مادرید بوده و یکی از موفق‌ترین مربیان جهان به‌شمار می‌رود. زیدان که در موارد بسیاری یکی از بهترین بازیکنان تاریخ شناخته می‌شود، یک بازی‌ساز بود که به‌سبب مهارت، پاس دادن، تسلط بر توپ و تکنیک خود شهرت داشت. او به‌عنوان بازیکن شمار زیادی جایزه انفرادی دریافت کرد، از جمله اینکه در سال‌های ۱۹۹۸، ۲۰۰۰ و ۲۰۰۳ به‌عنوان بازیکن سال فوتبال جهان برگزیده شد و توپ طلای سال ۱۹۹۸ را به دست آورد.
زیدان در طول فعالیت حرفه‌ای خود سه عنوان بهترین بازیکن سال فوتبال جهان از سوی فیفا در سال‌های ۱۹۹۸، ۲۰۰۰ و ۲۰۰۳، یک عنوان بهترین بازیکن لیگ ۱ فرانسه، یک عنوان بهترین بازیکن لیگ سری آ ایتالیا و دو عنوان بهترین بازیکن خارجی لالیگا را کسب کرد و نام او در فیفا ۱۰۰ (فهرست بهترین بازیکنان تاریخ فوتبال از نظر پله) حضور دارد. او همچنین برنده جایزه بهترین بازیکن سال اروپا، جایزهٔ با ارزش‌ترین بازیکن جام باشگاه‌های اروپا و نیز جایزهٔ بهترین بازیکن جام جهانی فوتبال ۲۰۰۶ شده است و به قهرمانی جام جهانی ۱۹۹۸، جام ملت‌های اروپا، جام باشگاه‌های اروپا، لیگ ایتالیا، و لیگ اسپانیا نائل آمده است و از این رو می‌توان او را از پرافتخارترین بازیکنان تاریخ فوتبال دانست. زیدان سه بار در دیدار پایانی جام جهانی و نیز دیدار پایانی جام باشگاه‌های اروپا گل زده است که دوبار گلزنی در دیدار پایانی جام جهانی به جام ۱۹۹۸ مربوط می‌شود که در این جام زیدان دوبار توانست با سرزنی دروازه برزیل را باز کند و با فرانسه به قهرمانی برسد. در دیدار پایانی لیگ قهرمانان اروپا سال ۲۰۰۲، او با پای چپ گلی را به ثمر رساند که موجب قهرمانی تیم رئال مادرید در این جام شد و این گل به عنوان یکی از بهترین گل‌ها در تاریخ رقابت‌های لیگ قهرمانان اروپا به ثبت رسیده است. زیدان در فرانسه ردهٔ اول بهترین بازیکن فوتبال تاریخ فرانسه را به خود اختصاص داده است.
زیدان در جام جهانی ۲۰۰۶ نیز عملکرد درخشانی داشت و به عنوان بهترین بازیکن جام معرفی شد. او پس از دیدار پایانی این جام از فوتبال خداحافظی کرد و به این ترتیب رئال مادرید آخرین تیم باشگاهی و دیدار پایانی جام جهانی ۲۰۰۶ آخرین بازی حرفه‌ای او بود.
وی از ابتدای سال ۲۰۱۳ به عنوان دستیار در کنار کارلو آنچلوتی مشغول به حرفهٔ مربیگری در باشگاه رئال مادرید شد و سپس از ژانویهٔ ۲۰۱۶ هدایت رئال مادرید را به عنوان سرمربی برعهده گرفت که در مدت حضورش تا مه سال ۲۰۱۸، بعد از کسب موفقیت‌هایی همچون سه عنوان قهرمانی پیاپی در لیگ قهرمانان اروپا، از سوی فیفا به عنوان برترین مرد مربی فوتبال سال ۲۰۱۷ جهان برگزیده شد اما او در مه ۲۰۱۸ از سِمت خود در رئال مادرید کناره‌گیری کرد ولی در مارس ۲۰۱۹ به رئال مادرید بازگشت. او در سال ۲۰۲۰ توانست با رئال مادرید قهرمان لالیگا و سوپرکاپ اسپانیا شود.

## زندگی شخصی
نام زین‌الدین زیدان به معنای افزایش شکوه دین است.

### خانواده

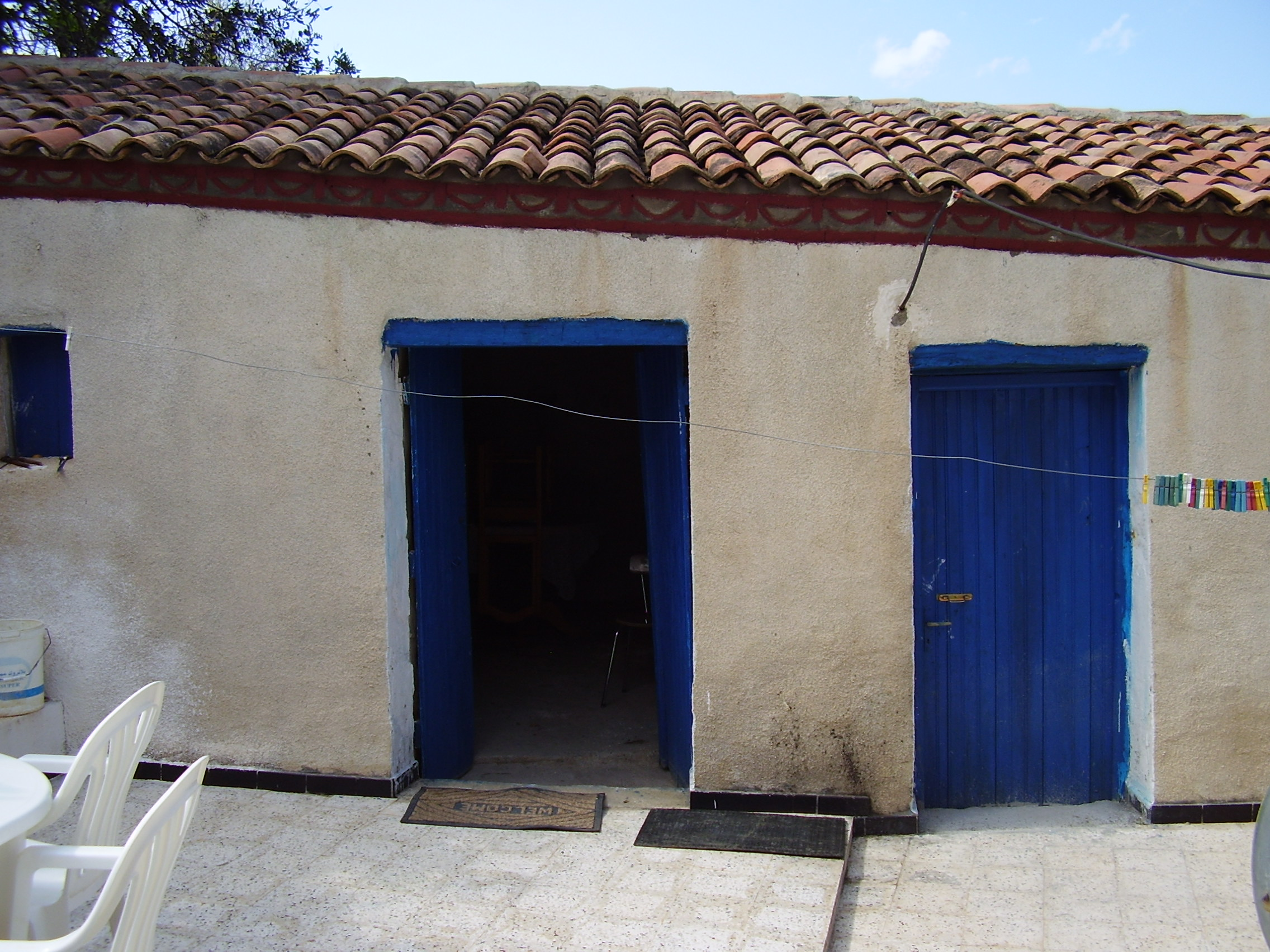
خانه پدری زیدان در روستای اگومون در قبایلی کوچک بوخلیفه واقع شده در کشور الجزایر

زین‌الدین یزید زیدان در مارسی فرانسه از پدر و مادری اهل الجزایر به دنیا آمد. او سه برادر و یک خواهر دارد و همچنین دو ملیت فرانسوی و الجزایری دارد.
پدر زین‌الدین یعنی اسماعیل زیدان، اهل روستای اگومون، قبایلی کوچک بوخلیفه در استان بجایه کشور الجزایر است. اسماعیل در ۱۷ سپتامبر ۱۹۵۳ به فرانسه عبور کرد و در آنجا مشغول کارگری در ساختمان‌های سن-سن-دنی شد. پس از استقلال الجزایر در سال ۱۹۶۲، اسماعیل می‌خواست پس از ۹ سال گذراندن ساختمان‌های سن-سن-دنی، به عنوان راننده کامیون به الجزایر بازگردد. اما درست قبل از بازگشت به الجزایر، به شهر مارسی رفت و در آنجا با ملیکا، یک خانم اهل مارسی و الجزایری الاصل آشنا شد که مدت کوتاهی بعد با او ازدواج کرد. سرانجام، این زوج در فرانسه ماندند و در شهر مارسی ساکن شدند. پدر زیدان در سال ۱۹۹۸ سوژه بحث و جدل شد. حزب دست راستی فرانسه که توسط سیاستمدار برونو گلنیش اداره می‌شد، ادعا کردند که پدر زیدان در جریان جنگ استقلال الجزایر از «حرکی‌ها» بوده است. حرکی‌ها یعنی از کسانی که در رکاب ارتش فرانسه و علیه الجزایر جنگیده‌اند. زیدان این ادعا را به شدت تکذیب کرد.
رسانه‌ها تأکید کردند که والدین زیدان یعنی اسماعیل و ملیکا به این شهرت دارند که از فرزندان خود بسیار محافظت کنند و آنها پنج فرزند بنام مجید، فرید، نورالدین، لیلا و زین‌الدین دارند.
بزرگ‌ترین خواهر و برادر زین‌الدین، مجید زیدان ناشناخته‌ترین برادر اوست و تنها برادر زین‌الدین که به روستای اگومون الجزایر بازمی‌گردد و در حال حاضر در یک استخر شنای شهرداری در لا کاستیلان الجزایر کار می‌کند.
برادر دوم زین‌الدین، فرید زیدان متولد سال ۱۹۶۵ است که در سال ۲۰۱۹ فوت کرد. فرید یک ورزشکار مانند زین‌الدین در دوران جوانی خود به جودو پرداخت. فرید در سال‌های ۱۹۸۴ و ۱۹۸۶ برای تیم جودوی الجزایر مبارزه کرد. در طول خدمت سربازی فرید، مسابقات جودو دالی ابراهیم را از طرف سربازی انجام داد و عنوان نایب قهرمان نظامی در جودو دریافت کرد. فرید در ژوئیه ۲۰۱۹ بر اثر سرطان درگذشت.
فرزند سوم خانواده، نورالدین زیدان مطمئناً پس از زین‌الدین شناخته شده‌ترین است. نورالدین در جوانی با استعدادترین بازیکن خانواده در فوتبال بود و در کنار برادرانش بازی می‌کرد. نورالدین در سن ۱۴ سالگی، باشگاه فوتبال سن-اتین با او تماس گرفت و می‌خواست او را به خدمت بگیرد. اما پدرش اسماعیل با قضاوت این که او برای انجام تست فوتبول دور از خانواده، قبول نکرد. با وجود ناامیدی بزرگ نورالدین، تصمیم گرفت که ایجنت زین‌الدین باشد و این مسیر را در کنار برادر کوچکش یعنی زین‌الدین، ادامه داد. پدر آنها اسماعیل قبول کرد که زین‌الدین فوتبالیست شود چون نورالدین در کنار زین‌الدین بود. سپس نورالدین نقش مسئول مطبوعاتی زین‌الدین را برعهده می‌گیرد و در گردش‌های عمومی متعدد، زین‌الدین را همراهی می‌کند و به عنوان واسطه با اسپانسرها عمل می‌کند و به‌طور کلی، حرفه فوق ورزشی زین‌الدین را مدیریت می‌کند.
سرانجام تنها خواهر زین‌الدین، لیلا نام دارد. لیلا که سه سال قبل از زین‌الدین به دنیا آمد، صمیمی‌ترین خواهر به زین‌الدین است. لیلا که دارای مدرک کارشناسی زبان انگلیسی است، تنها عضوی از خانواده است که به دانشگاه رفته است.

### ازدواج

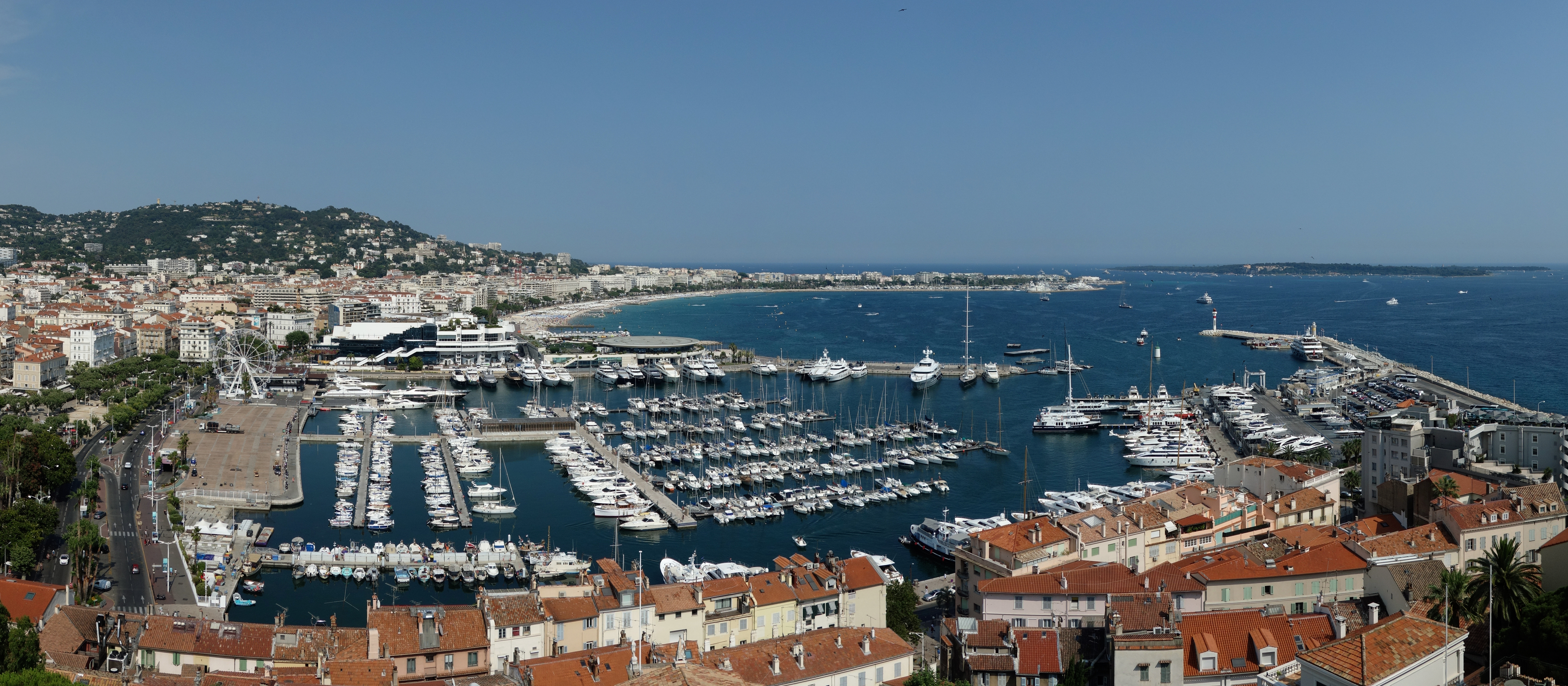
شهر کن که زین‌الدین زیدان با همسرش ورونیک فرناندز آشنا شد.

در سال ۱۹۸۹، ورونیک فرناندز هنگامی که ۱۸ سال داشت، با زین‌الدین زیدان فوتبالیست ۱۷ ساله در سالن دو پروونس ملاقات کرد که ورونیک در آن زمان، در کن درس رقص می‌خواند، زیدان در فصل ۸۹–۱۹۸۸ برای باشگاه فوتبال کن بازی می‌کرد. با وجود اینکه این زوج جوان در نگاه اول عشق بود، اما هر دو بسیار خجالتی بودند و در اولین باری که همدیگر را دیدند، حتی با هم صحبت نکردند. در واقع این ورونیک بود که یخ را شکست و برای اولین بار صحبتی را آغاز کرد و به دنبال آن به تبادل نظرهای خوشایند ادامه داد و به هم نزدیک شدند. چند هفته بعد، ورونیک به یک استودیوی کوچک نقل مکان کرد، جایی که نزدیک به زیدان بود. ورونیک، آرزوهای رقص و مدلینگ خود را کنار گذاشت و زیدان را تا کن، بوردو و تورین همراهی کرد و در نهایت، در مادرید مستقر شدند. در حالی که ورونیک در شبکه‌های اجتماعی فعال نبود، اغلب در طول مسابقات و رویدادها در کنار همسرش ظاهر می‌شد.
پس از حدود پنج سال آشنایی، این زوج در ۱۸ مه ۱۹۹۴ در تالار شهر بوردو ازدواج کردند. پس از ازدواج، ورونیک اهداف حرفه ای خود را قربانی کرد و همسرش را همراهی کرد تا او از شهری به شهر دیگر برای بازی فوتبال حرفه ای نقل مکان کند. ورونیک بعداً در یک مصاحبه تلویزیونی در سال ۱۹۹۸ گفت که هر دوی آنها می‌خواستند به زودی یک خانواده تشکیل دهند و می‌خواستند بچه‌های زیادی داشته باشند. اولین پسر آن‌ها، انزو را در ۲۴ مارس ۱۹۹۵ به دنیا آوردند. زیدان این اسم انزو را بخاطر الگوی دوران کودکی او یعنی انزو فرانچسکولی انتخاب کرد. از آن زمان، آنها سه پسر دیگر به نام‌های لوکا (متولد ۱۳ مه ۱۹۹۸)، تئو (متولد ۱۸ مه ۲۰۰۲) و الیاس (متولد ۱۶ دسامبر ۲۰۰۵) را به دنیا آوردند. هر چهار آنها به دنبال پدرشان در فوتبال رفتند و در آکادمی جوانان رئال مادرید تمرین کردند، جایی که زیدان آخرین سال‌های دوران بازی خود را در آنجا گذراند و سپس مسئولیت‌های مدیریتی را بر عهده گرفت.اولین نوه زیدان، دختر انزو که در مه ۲۰۲۲ به دنیا آمد، سیا نام دارد.
زیدان اکنون در مادرید، در منطقه مسکونی کنت ارگاز زندگی می‌کند، جایی که او مالک یک ملک به مساحت حدود ۶۰۰ متر مربع است. او همچنین دارای یک قطعه زمین بزرگ به مساحت ۹۰۰۰ متر مربع در شهر اونت لو شاتو، در منطقه ردز به نام پچ بورز دارد.
زیدان در مورد مذهبش، خود را مسلمان توصیف کرد. علاوه بر این، زیدان بخشی از ۱۰ ورزشکار برتر مسلمان که توسط مجله آمریکایی کمپلکس نتورکز معرفی شد.
در سال ۲۰۱۳، زین‌الدین زیدان به همراه وکیلش در دادگاه استیناف پاریس حاضر شد و در آنجا از بازیگر کریستوف الوک که در مصاحبه‌ای با مجله اسپورت مگ در ژانویه ۲۰۱۱ اظهارات توهین آمیزی زیدان کرده بود، شکایت کرد. این بازیگر سپس گفت که «شوکه شده و صدمه دیده است». این بازیگر پس از تبرئه در دادگاه، سرانجام در دادگاه تجدید نظر به ۵۰۰۰ یورو غرامت به دلیل توهین به زین‌الدین زیدان محکوم شد.
زیدان همراه با کریستوف دوگاری، هم تیمی سابق در بوردو و تیم ملی، یک رستوران در بوردو را در سال ۲۰۰۷ خریدند.
زیدان همچنین دوست بازیگر جمال دبوز است.

## زندگی ورزشی

### جوانان مارسی (۱۹۸۷–۱۹۷۲)

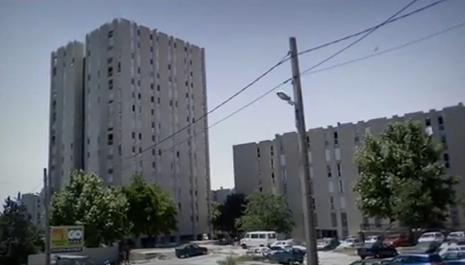
شهر لا کاستلان در مارسی، جایی که زیدان در آن‌جا بزرگ شد.

از اواخر دهه ۱۹۶۰، خانواده زیدان در شهر لا کاستلان (منطقه ۱۶)، یک منطقه محروم شهر مارسی که در آن حدود ۶۰۰۰ نفر از ساکنان پیشینه مهاجر زندگی می‌کنند. آفریقای شمالی، آفریقایی سیاه‌پوست، اسپانیایی و کوموریایی در آن منطقه زندگی می‌کنند. این خانواده متشکل از پنج فرزند در آپارتمانی در میدان تارتان، نزدیک سوپرمارکت کازینو که اسماعیل زیدان، پدر زین‌الدین در آنجا کار می‌کند، زندگی می‌کردند. در همین میدان است که زین‌الدین اولین قدم‌هایش را با فوتبال برداشت. زیدان جوان با برادران و دوستان همسایه‌اش ساعت‌ها در محوطه جلوی ساختمانش فوتبال بازی می‌کرد. با انجام اولین حرکات فنی خود، فوتبال برای او به سرعت تبدیل به یک علاقه شد. زیدان که علاقه چندانی به مدرسه نداشت، فقط به فوتبال پرداخت.

## عملکرد باشگاهی

#### کن
زیدان برای اقامت شش هفته‌ای به کن رفت، اما سرانجام به مدت چهار سال برای بازی در سطح حرفه‌ای در این باشگاه در آنجا ماند. او که در سن چهارده سالگی برای پیوستن به کن خانواده‌اش را ترک کرده بود، توسط مدیر باشگاه کن جان کلود النیو کن دعوت شده بود، تا خوابگاهی را که او با ۲۰ بازیکن دیگر به اشتراک گذاشته شده را ترک کند و برای ماندن با او و خانواده اش نزد آن‌ها برود. زیدان بعدها گفت که در زندگی با النیوس بود که او تعادل را پیدا کرد.
زیدان اولین بازی حرفه‌ای خود را با کن در ۱۸ مه ۱۹۸۹ در سن شانزده سالگی در بازی لیگ ۱ برابر نانت انجام داد. او اولین گل خود را برای باشگاه در تاریخ ۸ فوریه ۱۹۹۱ نیز در برابر نانت در پیروزی ۲–۱ به ثمر رساند. پس از بازی در یک جشن با حضور همه بازیکنان کن، رئیس باشگاه کن آلن پدرتی، ماشینی را که به زیدان برای اولین گلش برای باشگاه را وعده داده بود به او هدیه کرد.
او تا سال ۱۹۹۲ در این باشگاه بازی می‌کرد و جمعاً در ۶۵ بازی لیگ فرانسه به میدان آمد و ۶ گل به ثمر رساند. او در ۱۹۹۲ در سن بیست سالگی به بوردو، یکی از مطرح‌ترین باشگاه‌های فرانسه پیوست.

#### بوردو
زیدان در سال ۱۹۹۲ به بوردو رفت و دوران موفقیت او در این تیم آغاز شد و هواداران بوردو به او لقب «زیزو» دادند.
او جمعاً چهارسال از ۱۹۹۲ تا ۱۹۹۶ برای بوردو بازی کرد. در این چهار سال او در ۱۵۷ بازی لیگ فرانسه شرکت داشت و ۳۲ گل به ثمر رساند.

#### یوونتوس
پس از چهار سال بازی در بوردو، زیدان در ۱۹۹۶ با مبلغ سه میلیون دلار به یوونتوس ایتالیا پیوست. در یوونتوس او تحت مربیگری مارچلو لیپی در کنار کسانی همچون دیدیه دشان، الساندرو دل پیرو، و ادگار داویدز به یکی از اصلی‌ترین ستاره‌های تیم مبدل شد.
او در پنج سال بازی با یوونتوس به دو بار قهرمانی لیگ ایتالیا دست یافت و دو بار پیاپی، در سال‌های ۱۹۹۷ و ۱۹۹۸، در فینال جام باشگاه‌های اروپا به میدان آمد.
زیدان جمعاً پنج سال، یعنی تا سال ۲۰۰۱ در یوونتوس بازی کرد. در این پنج سال ۱۵۱ بار در لیگ ایتالیا به میدان آمد و ۲۴ گل نیز به ثمر رساند.

#### رئال مادرید
در سال ۲۰۰۱ زیدان در یکی از مشهورترین انتقال‌های تاریخ فوتبال به رئال مادرید پیوست. رقم این انتقال، ۷۴ میلیون یورو بود که تا آن زمان در تاریخ فوتبال بی‌سابقه بود و حتی تا ۱۰ سال بعد هم هیچ بازیکنی به این مبلغ هنگفت به باشگاهی دیگر منتقل نشد. او در سال‌هایی به رئال مادرید پیوست که این تیم با جذب بزرگ‌ترین ستارگان جهان به داشتن «کهکشانی» از بازیکنان فوتبال مشهور بود. زیدان یکی از مهم‌ترین ستاره‌های این کهکشان بود و از سایر ستاره‌های نورانی آن می‌شود به کسانی چون دیوید بکهام، روبرتو کارلوس، لوئیس فیگو، رائول گونزالس و رونالدو اشاره کرد.
زیدان پنج سال آخر عمر فوتبالی خود را در رئال گذراند و جمعاً در ۱۵۵ بازی لیگ اسپانیا به میدان آمد و ۳۴ گل به ثمر رساند.
اوج دوران او با این تیم در فینال جام باشگاه‌های اروپا ۲۰۰۱–۲۰۰۲ بود. این بازی در ورزشگاه همپدن پارک، گلاسکوی اسکاتلند برگزار می‌شد و رئال مادرید و بایر لورکوزن در فینال در برابر هم قرار گرفته بودند. زیدان در این بازی گل پیروزی رئال را به ثمر رساند تا بالاخره قهرمانی جام باشگاه‌های اروپا را نیز به کارنامه‌اش اضافه کند. در ضمن گل او در این فینال از زیباترین گل‌های تاریخ فوتبال شمرده می‌شود.
زیدان در ۷ مه۲۰۰۶ آخرین بازی باشگاهی خود برای رئال مادرید (و آخرین بازی باشگاهی عمرش) را انجام داد. در این بازی که در ورزشگاه معروف سانتیاگو برنابئو انجام می‌گرفت، هم‌تیمی‌های او لباس ویژه‌ای پوشیده بودند که عنوان «زیدان، از ۲۰۰۱ تا ۲۰۰۶» را بر خود داشت. هواداران رئال به گرمی از زیدان استقبال کردند. این بازی مقابل ویلا رئال بود و نهایتاً ۳–۳ مساوی تمام شد. زیدان گل دوم تیمش را به ثمر رساند. در انتهای این بازی، او پیراهنش را با خوان رومان ریکلمه، از ویارئال، تعویض کرد. تشویق شدید تماشاچیان به حدی بود که او را به گریه انداخت. همچنین بازی با همین تیم در سال ۲۰۰۵ موضوع فیلم مستندی به نام «زیدان، چهره‌ای از قرن بیست و یکم» شد.

## عملکرد ملی
زیدان ملیت هر دو کشور الجزایر و فرانسه را دارد و بنابراین می‌توانست برای الجزایر نیز به میدان بیاید. معروف است که عبدالحمید کرمالی، مربی وقت الجزایر، در جوانی از دعوت زیدان خودداری کرده زیرا او برای یک هافبک «به اندازه کافی سریع نیست».
به هر حال زیدان در ۱۷ اوت ۱۹۹۴ برای اولین بار در تیم ملی فوتبال فرانسه ظاهر شد. در این بازی، در مقابل جمهوری چک، او در دقیقه ۶۳ به عنوان تعویضی به میدان آمد. بازی ۰–۰ مساوی بود و زیدان در وقت کمی که داشت، دو گل به ثمر رساند تا ۲–۲ تمام شود و به این ترتیب از همان ابتدا نگاه همگان را به سوی خود جلب کرد.
زیدان در سال ۱۹۹۸ به همراه تیم ملی فرانسه، میزبان جام جهانی ۱۹۹۸ بود. او در بازی دوم فرانسه (که پیروزی ۴–۰ مقابل عربستان سعودی را در پی داشت) خطای بدی روی کاپیتان عربستان، فؤاد انور، مرتکب شد و به این ترتیب کارت قرمز دریافت کرد و از دو بازی محروم شد. در آن زمان ادعا می‌شد که انور لفظی به زیدان توهین کرده است. زیدان در یک چهارم نهایی مقابل ایتالیا به میدان آمد و پس از این‌که بازی بعد از ۱۲۰ دقیقه به پنالتی کشید، ضربهٔ پنالتی خود را به گل تبدیل کرد. او در فینال جام مقابل برزیل به میدان آمد و با به ثمر رساندن دو گل، پایه‌گذار پیروزی ۳–۰ تیمش شد تا فرانسه برای اولین بار در تاریخ، قهرمان جام جهانی شود. دو گل او در این بازی با ضربهٔ سر به ثمر رسید که به نوبهٔ خود برای هافبکی چون او قابل توجه بود. بسیاری این بازی را نقطه عطف تاریخ زندگی زیدان می‌دانند.
دو سال بعد زیدان از اعضای تیم ملی فرانسه در یورو ۲۰۰۰ بود. او از بهترین بازی‌کنان فرانسه در این جام بود. زیدان در یک چهارم نهایی از روی ضربهٔ آزاد مستقیم دروازهٔ اسپانیا را باز کرد و در آخرین ثانیه‌های بازی نیمه نهایی با پرتغال، گل طلایی را از روی نقطه پنالتی به ثمر رساند تا نقش عمده‌ای در رسیدن تیم به فینال داشته باشد. فرانسه در فینال نیز ایتالیا را، در یکی از جنجالی‌ترین بازی‌های تاریخ اروپا، ۲ بر ۱ شکست داد تا با فتح جام جهانی ۱۹۹۸ و یورو ۲۰۰۰ به یکی از پرافتخارترین تیم‌های تاریخ بدل شود. ۳۴ سال از آخرین باری که تیمی جام جهانی و جام ملت‌های اروپا را پشت سر هم به دست آورده بود، می‌گذشت. در این هنگام بسیاری فرانسه را بزرگ‌ترین تیم فوتبال دنیا می‌دانستند.
زیدان در جام جهانی ۲۰۰۲ نیز از اعضای تیمش بود اما به علت مصدومیت در دو بازی اول غایب بود. این تورنمنت، یکی از بدترین افتضاحات فرانسوی‌ها بود که با بازی‌های ضعیف بدون زدن حتی یک گل و با کسب تنها یک امتیاز از جام حذف شدند. زیدان تنها در بازی آخر مقابل دانمارک به میدان آمد.
در یورو ۲۰۰۴ نیز زیدان به همراه تیم ملی فرانسه به میدان آمد و شاهد باخت تیمش مقابل یونان، تیمی که بعدها قهرمان همان جام شد، بود. پس از این جام زیدان رسماً در ۱۲ اوت ۲۰۰۴ از فوتبال ملی کناره‌گیری کرد.
با این حال پس از این‌که فرانسه در راه صعود به جام جهانی ۲۰۰۶ به مشکلاتی برخورد زیدان در اوت ۲۰۰۵ یک سال پس از کناره‌گیری اعلام کرد که برای کمک به تیم ملی فرانسه برمی‌گردد و مجدداً به عنوان کاپیتان تیم انتخاب شد. او در ۳ سپتامبر ۲۰۰۵ اولین بازی خود پس از خداحافظی را مقابل جزایر فارو انجام داد و در پیروزی ۳–۰ تیمش نقش داشت. فرانسه نهایتاً به عنوان اولین تیم از گروه خود به جام جهانی ۲۰۰۶ صعود کرد.
در ۲۵ آوریل ۲۰۰۶، پس از یک فصل پر از مصدومیت در رئال مادرید، زیدان تصمیم نهایی خود برای کناره‌گیری از فوتبال، چه باشگاهی و چه ملی، را اعلام کرد. این کناره‌گیری به پس از اتمام جام جهانی ۲۰۰۶ حواله داده شد.
در ۲۷ مه ۲۰۰۶ زیدان در پیروزی ۱–۰ تیمش مقابل مکزیک نقش داشت و صدمین بازی ملی خود را در این بازی انجام داد. با این حساب او در کنار مارسل دسایی، دیدیه دشان و لیلیان تورام به یکی از تنها چهار بازی‌کنی بدل گشت که بیش از صدبار برای فرانسه به میدان آمده‌اند.

#### جام جهانی ۲۰۰۶
زیدان در جام جهانی ۲۰۰۶ برای سومین جام پیاپی در ترکیب تیم ملی فرانسه ظاهر شد و این بار بازوبند کاپیتانی را به دست داشت. او در هر دو بازی اول، مقابل سوئیس و کره جنوبی، کارت زرد گرفت و از بازی سوم محروم شد. در یک‌هشتم نهایی، مقابل اسپانیا، او به ترکیب تیم بازگشت و با یک گل و یک پاس گل نقش مهمی در صعود تیمش به یک چهارم نهایی داشت.
در یک چهارم نهایی، فرانسه در بازی حساسی مقابل برزیل، مدافع عنوان قهرمانی، قرار گرفت. این تکرار فینال جام جهانی ۱۹۹۸ بود. زیدان در این بازی، برای اولین بار در تاریخ فوتبال خود، به تیری هانری پاس گل داد تا فرانسه ۱–۰ پیروز بازی شود و به نیمه نهایی صعود کند. زیدان به دلیل بازی زیبا و حرکات تکنیکی منحصربه‌فرد خود در این بازی به عنوان بهترین بازیکن این دیدار انتخاب شد.
چهار روز بعد، فرانسه در نیمه نهایی مقابل پرتغال به میدان رفت تا زیدان از روی نقطه پنالتی دروازهٔ ریکاردو را باز کند و فرانسه به فینال راه پیدا کند.

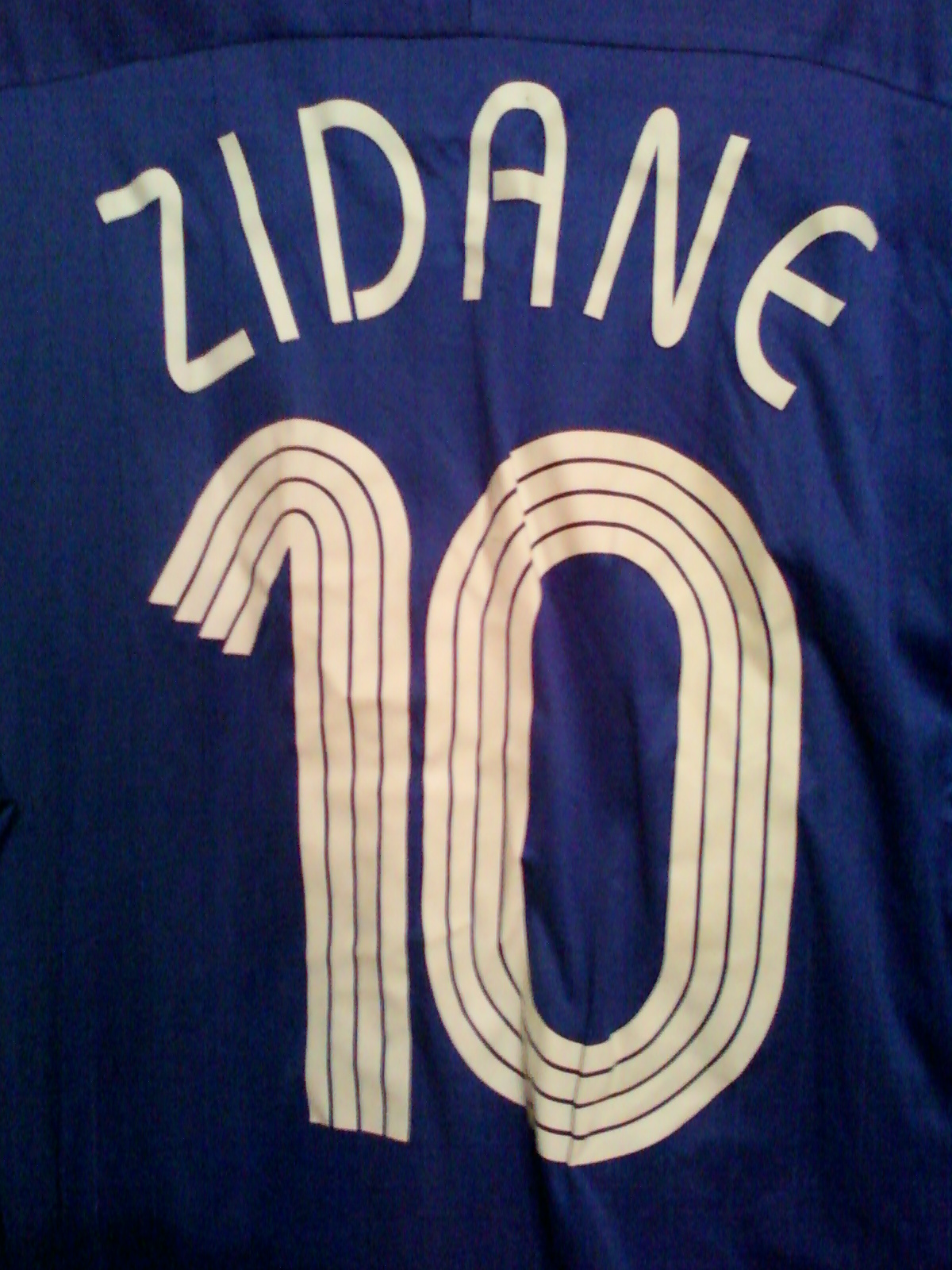
پیراهن زیدان در تیم ملی فرانسه

در ۹ ژوئیه ۲۰۰۶ بازی فینال بین فرانسه و ایتالیا برگزار شد و زیدان نیز به عنوان کاپیتان فرانسه به میدان آمد. این آخرین بازی تاریخ زندگی ورزشی او بود. او در دقیقهٔ ۷ از روی نقطهٔ پنالتی برای فرانسه گل زد تا به همراه پله، واوا و پائول برایتنر یکی از چهار بازیکنی باشد که تا به‌حال در دو فینال جام جهانی گل زده‌اند. بازی در وقت معمولی ۱–۱ مساوی شد و کار به وقت اضافه کشید. نزدیک بود زیدان در وقت اضافهٔ اول با ضربهٔ سر دروازه را باز کند اما بوفون ضربهٔ او را مهار کرد. دقیقهٔ ۱۱۰ این بازی، که می‌رفت آخرین بازی زیدان باشد، به یکی از جنجالی‌ترین صحنه‌های تاریخ فوتبال در جهان بدل شد. در طی این صحنه زیدان اخراج شد و نتیجتاً در ضربات پنالتی شرکت نداشت و فرانسه روی غیاب او و پاتریک ویرا که مصدوم و تعویض شده بود با نتیجهٔ ۵–۳ مغلوب شد.
با وجود حرکت جنجالی و اخراج زیدان در فینال، او عنوان بهترین بازیکن جام جهانی ۲۰۰۶ را از آن خود کرد تا کلکسیون افتخارات بی‌نظیرش کامل شده باشد.

##### درگیری با مارکو ماتراتزی در دیدار پایانی
در دقیقهٔ ۱۱۰ بازی، زیدان در صحنه‌ای بدون توپ با سر به سینه مارکو ماتراتزی ضربه زد. زمینهٔ این درگیری کلماتی بود که ماتراتزی به زیدان گفته بود (در پایین توضیح داده شده است). داور بازی، هوراشیو الیزوندو، این صحنه را ندیده بود اما لوئیس مدینا کانتالخو، داور چهارم، صحنه را گزارش کرد تا زیدان با دریافت کارت قرمز از بازی اخراج شود. او بازوبند کاپیتانی را به ویلی سانیول سپرد تا او آن را به بازوی فابین بارتز ببندد و از زمین خارج شد.

###### علت درگیری
پس از پایان بازی تحقیقات و لب‌خوانی‌های وسیعی برای مشخص شدن علت درگیری و کلمات تحریک‌کنندهٔ ماتراتزی صورت گرفت. بسیاری می‌گفتند ماتراتزی با توهینی نژادپرستانه زیدان را به «تروریست» بودن متهم کرده اما بعدها هم زیدان و هم ماتراتزی این را رد کردند. ماتراتزی ادعا کرد که توهینی که به زیدان کرده است بسیار عادی بوده و از آن نوعی است که در زمین فوتبال رایج است.
سه روز پس از بازی زیدان در دو مصاحبهٔ تلویزیونی در این مورد شرکت کرد. او در این مصاحبه‌ها اعلام کرد که ماتراتزی به خواهر و مادرش توهین کرده است و ضمن معذرت‌خواهی، اعلام کرد که از کاری که کرده پشیمان نیست. او در ضمن هرگونه توهین‌های نژادپرستانه از سوی ماتراتزی را غیرواقعی و محصول جنجال نشریات و رسانه‌ها دانست.
همسر ستاره سابق تیم ملی فرانسه در چاپ دوم کتاب خود به عنوان «زیدان زندگی اسرار آمیز» آورده است: «اختلاف میان من و زیدان در شب قبل از بازی نهایی جام جهانی ۲۰۰۶، باعث شد تا زیدان با روحیه‌ای خراب پا به میدان این مسابقه گذاشته و آن حرکت خشن را نشان دهد.»
همسر زیدان همچنین فاش کرد که «زیدان در این بازی، زیر پیراهنی پوشیده بود که بر روی آن از تیم یوونتوس باشگاه سابق خود و رئال مادرید و نیز همه کسانی که در دوران بازی‌اش از او حمایت کرده بودند، تشکر کرده بود تا پس از پایان بازی از آن‌ها قدردانی کند اما اخراج وی از زمین همه چیز را خراب کرد.»

## عملکرد مربیگری

### رئال مادرید

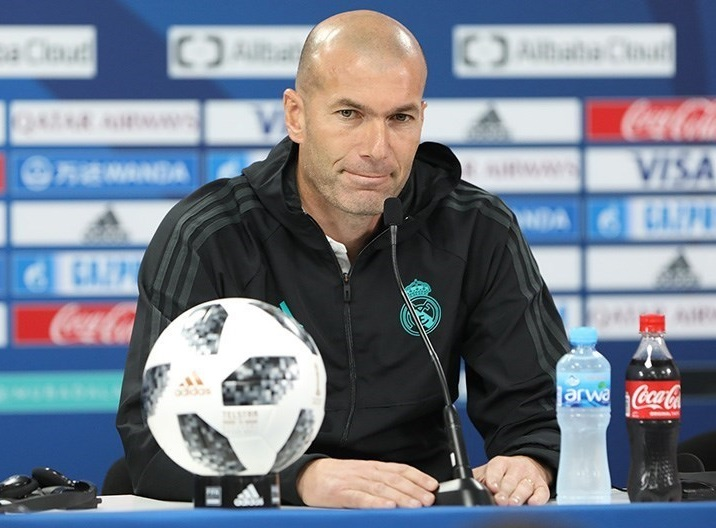
زیدان در یک نشست مطبوعاتی در طول جام باشگاه‌های جهان ۲۰۱۷. او به عنوان سرمربی رئال مادرید سه بار پیاپی (۲۰۱۶، ۲۰۱۷و ۲۰۱۸) در لیگ قهرمانان اروپا قهرمان شده است.

در ژانویه ۲۰۱۶ رافائل بنیتز پس از ۷ ماه از سمت خود به عنوان سرمربی رئال مادرید برکنار شد و زین الدین زیدان بازیکن سابق این تیم هدایت رئال مادرید را به عهده گرفت. تنها پس از پنج ماه از آغاز حضور زین الدین زیدان بر روی نیمکت مربی گری رئال مادرید، وی توانست برای مادریدی‌ها یازدهمین عنوان قهرمانی لیگ قهرمانان اروپا را به ارمغان بیاورد. زیدان با این عملکرد به اولین سرمربی تاریخ تبدیل شد که به عنوان بازیکن، کمک مربی و مربی قهرمان اروپا شده است.
وی در سال بعد نیز توانست با به قهرمان‌رسانی رئال در لیگ قهرمانان اروپا و لیگ خود را به عنوان یک مربی خوب جلوه دهد و درآغاز پیش فصل ۲۰۱۷–۲۰۱۸ کهکشانی هارا با بردن دو بازی دو جام را تصاحب کند و به رکود هفت جام دل بوسکه در رئال مادرید برسد.
قهرمانی‌های زیدان ادامه داشت و وی توانست رئال مادرید را در سال ۲۰۱۸ هم قهرمان لیگ قهرمانان اروپا کند تا برای اولین بار در تاریخ لیگ قهرمانان اروپا، شاهد سه قهرمانی متوالی یک تیم باشیم.
وی در انتهای فصل ۲۰۱۷–۲۰۱۸ از هدایت رئال مادرید استعفا کرد.

## افتخارات

### به عنوان بازیکن
بوردو
- جام اینترتوتو: ۱۹۹۵

 یوونتوس
- سری آ(۲): ۱۹۹۷–۱۹۹۶، ۱۹۹۸–۱۹۹۷
- سوپر جام فوتبال ایتالیا(۱): ۱۹۹۷
  - نایب قهرمان لیگ قهرمانان اروپا: ۱۹۹۷–۱۹۹۶، ۱۹۹۸–۱۹۹۷
- سوپر جام اروپا(۱): ۱۹۹۶
- جام بین قاره ای(۱): ۱۹۹۶
- جام اینترتوتو(۱): ۱۹۹۹

رئال مادرید
- لالیگا(۱): ۲۰۰۳–۲۰۰۲
- سوپر جام فوتبال اسپانیا(۲): ۲۰۰۱، ۲۰۰۳
- لیگ قهرمانان اروپا(۱): ۲۰۰۲–۲۰۰۱
- سوپر جام اروپا(۱): ۲۰۰۲
- جام بین قاره ای(۱): ۲۰۰۲

فرانسه
- جام جهانی فوتبال(۱): ۱۹۹۸
  - نایب قهرمان ۲۰۰۶
- جام ملت‌های اروپا(۱): ۲۰۰۰

### جایزه‌ها و افتخارت شخصی
- بهترین بازیکن جوان لیگ ۱ فرانسه: ۹۴–۱۹۹۳
- بهترین بازیکن لیگ ۱ فرانسه: ۹۶–۱۹۹۵
- بازیکن سال سری آ: ۱۹۹۷، ۲۰۰۱
- بازیکن خارجی سال سری آ: ۱۹۹۷، ۲۰۰۱
- توپ طلا فرنس فوتبال: ۱۹۹۸
- بهترین هافبک سال اروپا: ۱۹۹۸
- بازیکن سال فوتبال فرانسه: ۱۹۹۸، ۲۰۰۲
- شوالیهٔ لژیون دونور از ۱۹۹۸
- تیم منتخب جام جهانی: ۱۹۹۸، ۲۰۰۶
- بازیکن سال فوتبال جهان: ۱۹۹۸، ۲۰۰۰ و ۲۰۰۳
- جایزه اونز طلایی: ۱۹۹۸، ۲۰۰۰، ۲۰۰۱
- جایزه اونز نقره ای: ۱۹۹۷، ۲۰۰۲، ۲۰۰۳
- بهترین بازیکن نیم‌قرن انتهایی قرن بیستم (یوفا)
- بهترین بازیکن جام ملت‌های اروپا: ۲۰۰۰
- تیم منتخب جام ملت‌های اروپا: ۲۰۰۰، ۲۰۰۴
- تیم سال اروپا: ۲۰۰۱، ۲۰۰۲، ۲۰۰۳
- بازیکن سال اروپا: ۲۰۰۲–۲۰۰۱
- باارزش‌ترین بازیکن لیگ قهرمانان اروپا: ۲۰۰۲–۲۰۰۱
- بهترین بازیکن خارجی لالیگا: ۲۰۰۲–۲۰۰۱
- تیم رؤیایی جام جهانی فوتبال: ۲۰۰۲
- حامل مشعل المپیک در المپیک آتن ۲۰۰۴
- بهترین بازیکن اروپایی ۵۰ سال اخیر فوتبال: ۲۰۰۴
- توپ طلا جام جهانی: ۲۰۰۶
- بهترین بازیساز جهان: ۲۰۰۶
- جایزه اسطوره فوتبال به انتخاب گلدن فوت: ۲۰۰۸
- بهترین بازیکن دهه لالیگا: ۲۰۱۰
- جایزه یک عمر دستاورد ورزشی: ۲۰۱۰

### به عنوان سرمربی
رئال مادرید
- لالیگا(۲): ۱۷–۲۰۱۶، ۲۰–۲۰۱۹
- سوپر جام فوتبال اسپانیا(۲): ۲۰۱۷، ۲۰۱۹
- لیگ قهرمانان اروپا(۳): ۱۶–۲۰۱۵، ۱۷–۲۰۱۶، ۱۸–۲۰۱۷
- سوپر جام اروپا(۲): ۲۰۱۶، ۲۰۱۷
- جام باشگاه‌های جهان(۲): ۲۰۱۶، ۲۰۱۷

### جایزه‌ها و افتخارت شخصی
- سرمربی ماه لالیگا: آوریل ۲۰۱۶، مه ۲۰۱۷
- سرمربی سال فوتبال فرانسه: ۲۰۱۶، ۲۰۱۷
- سرمربی سال جهان: ۲۰۱۷
- سرمربی سال جهان از نگاه فدراسیون بین‌المللی تاریخ و آمار فوتبال: ۲۰۱۷، ۲۰۱۸
- جایزه اونز طلایی بهترین سرمربی سال: ۱۷–۲۰۱۶، ۱۸–۲۰۱۷
- سرمربی سال جهان از نگاه ورلد ساکر: ۲۰۱۷
- سرمربی سال جهان از نگاه گلوب ساکر: ۲۰۱۷
- سرمربی سال جهان از نگاه ای‌اس‌پی‌ان: ۲۰۱۷
- بهترین سرمربی سال لالیگا: ۲۰–۲۰۱۹

## آمار مربیگری
| تیم         | از           | تا         | رکورد | رکورد | رکورد | رکورد | رکورد   |
| تیم         | از           | تا         | تفاضل | برد   | مساوی | باخت  | پیروز % |
| ----------- | ------------ | ---------- | ----- | ----- | ----- | ----- | ------- |
| رئال مادرید | ۴ ژوئن ۲۰۱۶  | ۳۱ مهٔ ۲۰۱۸ | ۱۴۹   | ۱۰۵   | ۲۸    | ۱۶    | ۰۷۰     |
| رئال مادرید | ۱۱ مارس ۲۰۱۹ | ۲۷ مهٔ ۲۰۲۱ | ۱۱۴   | ۶۹    | ۲۵    | ۲۰    | ۰۶۱     |
| مجموع       | مجموع        | مجموع      | ۲۶۳   | ۱۷۴   | ۵۳    | ۳۶    | ۰۶۶     |

## آمار ملی

### گل‌های ملی
| تعداد | تاریخ          | میزبان                                            | رقیب      | زده | نهایی       | رقابت                                       |
| ----- | -------------- | ------------------------------------------------- | --------- | --- | ----------- | ------------------------------------------- |
| ۱.    | ۱۷ اوت ۱۹۹۴    | ورزشگاه شابان-دلمس، بوردو، فرانسه                 | چک        | ۲-۱ | ۲–۲         | دوستانه                                     |
| ۲.    | ۱۷ اوت ۱۹۹۴    | ورزشگاه شابان-دلمس، بوردو، فرانسه                 | چک        | ۲-۲ | ۲–۲         | دوستانه                                     |
| ۳.    | ۶ سپتامبر ۱۹۹۵ | ورزشگاه دو لابه-دشان، اُسِر، فرانسه                 | آذربایجان | ۰-۷ | ۰–۱۰        | مرحله مقدماتی جام ملت‌های اروپا ۱۹۹۶         |
| ۴.    | ۱۱ اکتبر ۱۹۹۵  | ورزشگاه استوا، بخارست، رومانی                     | رومانی    | ۱-۳ | ۱–۳         | مرحله مقدماتی جام ملت‌های اروپا ۱۹۹۶         |
| ۵.    | ۲۱ فوریه ۱۹۹۶  | ورزشگاه کوستیر، نیم، فرانسه                       | یونان     | ۱-۳ | ۱–۳         | دوستانه                                     |
| ۶.    | ۱۱ ژوئن ۱۹۹۷   | ورزشگاه پارک ده پرنس، پاریس، فرانسه               | ایتالیا   | ۰-۱ | ۲–۲         | دوستانه                                     |
| ۷.    | ۲۸ ژانویه ۱۹۹۸ | ورزشگاه استاد دو فرانس، سن دنی، سن سن دنی، فرانسه | اسپانیا   | ۰-۱ | ۰–۱         | دوستانه                                     |
| ۸.    | ۲۵ فوریه ۱۹۹۸  | ورزشگاه ولودروم، مارسی، فرانسه                    | نروژ      | ۱-۲ | ۳–۳         | دوستانه                                     |
| ۹.    | ۲۷ می ۱۹۹۸     | ورزشگاه محمد پنجم، کازابلانکا، مراکش              | بلژیک     | ۰-۱ | ۰–۱         | دوستانه                                     |
| ۱۰.   | ۱۲ ژوئیه ۱۹۹۸  | ورزشگاه استاد دو فرانس، سن دنی، سن سن دنی، فرانسه | برزیل     | ۰-۱ | ۰–۳         | فینال جام جهانی فوتبال ۱۹۹۸                 |
| ۱۱.   | ۱۲ ژوئیه ۱۹۹۸  | ورزشگاه استاد دو فرانس، سن دنی، سن سن دنی، فرانسه | برزیل     | ۰-۲ | ۰–۳         | فینال جام جهانی فوتبال ۱۹۹۸                 |
| ۱۲.   | ۸ سپتامبر ۱۹۹۹ | ورزشگاه هرازدان، ایروان، ارمنستان                 | ارمنستان  | ۱-۲ | ۲–۳         | مرحله مقدماتی جام ملت‌های اروپا ۲۰۰۰         |
| ۱۳.   | ۲۳ فوریه ۲۰۰۰  | ورزشگاه استاد دو فرانس، سن دنی، سن سن دنی، فرانسه | لهستان    | ۰-۱ | ۰–۱         | دوستانه                                     |
| ۱۴.   | ۴ ژوئن ۲۰۰۰    | ورزشگاه محمد پنجم، کازابلانکا، مراکش              | ژاپن      | ۱-۱ | ۲–۲         | دوستانه                                     |
| ۱۵.   | ۲۵ ژوئن ۲۰۰۰   | ورزشگاه یان برایدل، بروخه، بلژیک                  | اسپانیا   | ۰-۱ | ۱–۲         | جام ملت‌های اروپا ۲۰۰۰                       |
| ۱۶.   | ۲۸ ژوئن ۲۰۰۰   | ورزشگاه کینگ بودوئن، بروکسل، بلژیک                | پرتغال    | ۱-۲ | ۱–۲         | جام ملت‌های اروپا ۲۰۰۰                       |
| ۱۷.   | ۲۷ فوریه ۲۰۰۱  | ورزشگاه استاد دو فرانس، سن دنی، سن سن دنی، فرانسه | آلمان     | ۰-۱ | ۰–۱         | دوستانه                                     |
| ۱۸.   | ۲۴ مارس ۲۰۰۱   | ورزشگاه استاد دو فرانس، سن دنی، سن سن دنی، فرانسه | ژاپن      | ۰-۱ | ۰–۵         | دوستانه                                     |
| ۱۹.   | ۲۷ فوریه ۲۰۰۲  | ورزشگاه استاد دو فرانس، سن دنی، سن سن دنی، فرانسه | اسکاتلند  | ۰-۱ | ۰–۵         | دوستانه                                     |
| ۲۰.   | ۲۹ مارس ۲۰۰۳   | ورزشگاه بولارت دللیس، لان، فرانسه                 | مالت      | ۰-۴ | ۰–۶         | مرحله مقدماتی جام ملت‌های اروپا ۲۰۰۴         |
| ۲۱.   | ۲۹ مارس ۲۰۰۳   | ورزشگاه بولارت دللیس، لان، فرانسه                 | مالت      | ۰-۶ | ۰–۶         | مرحله مقدماتی جام ملت‌های اروپا ۲۰۰۴         |
| ۲۲.   | ۲ آوریل ۲۰۰۳   | ورزشگاه رنزو باربرا، پالرمو، ایتالیا              | اسرائیل   | ۰-۲ | ۱–۲         | مرحله مقدماتی جام ملت‌های اروپا ۲۰۰۴         |
| ۲۳.   | ۶ ژوئن ۲۰۰۴    | ورزشگاه استاد دو فرانس، سن دنی، سن سن دنی، فرانسه | اوکراین   | ۰-۱ | ۰–۱         | دوستانه                                     |
| ۲۴.   | ۱۳ ژوئن ۲۰۰۴   | ورزشگاه استادیو دا لوز، لیسبون، پرتغال            | انگلستان  | ۱-۱ | ۱–۲         | جام ملت‌های اروپا ۲۰۰۴                       |
| ۲۵.   | ۱۳ ژوئن ۲۰۰۴   | ورزشگاه استادیو دا لوز، لیسبون، پرتغال            | انگلستان  | ۱-۲ | ۱–۲         | جام ملت‌های اروپا ۲۰۰۴                       |
| ۲۶.   | ۲۱ ژوئن ۲۰۰۴   | ورزشگاه سیداد ده کویمبرا، کویمبرا، پرتغال         | سوئیس     | ۰-۱ | ۱–۳         | جام ملت‌های اروپا ۲۰۰۴                       |
| ۲۷.   | ۱۷ اوت ۲۰۰۵    | ورزشگاه استاد دو فرانس، سن دنی، سن سن دنی، فرانسه | ساحل عاج  | ۰-۲ | ۰–۳         | دوستانه                                     |
| ۲۸.   | ۱۲ اکتبر ۲۰۰۵  | ورزشگاه استاد دو فرانس، سن دنی، سن سن دنی، فرانسه | قبرس      | ۰-۱ | ۰–۴         | مرحله مقدماتی جام جهانی فوتبال ۲۰۰۶ (اروپا) |
| ۲۹.   | ۲۷ ژوئن ۲۰۰۶   | ورزشگاه‌ها د ئی-آرنا، هانوفر، آلمان                | اسپانیا   | ۱-۳ | ۱–۳         | جام جهانی فوتبال ۲۰۰۶                       |
| ۳۰.   | ۵ ژوئیه ۲۰۰۶   | ورزشگاه آلیانتس آرنا، مونیخ، آلمان                | پرتغال    | ۰-۱ | ۰–۱         | جام جهانی فوتبال ۲۰۰۶                       |
| ۳۱.   | ۹ ژوئیه ۲۰۰۶   | ورزشگاه المپیک برلین، برلین، آلمان                | ایتالیا   | ۰-۱ | ۱–۱ (۵–۳ پ) | فینال جام جهانی فوتبال ۲۰۰۶                 |

### بازی‌های ملی
| تیم ملی | سال   | ک   | گلها |
| ------- | ----- | --- | ---- |
| فرانسه  | ۱۹۹۴  | ۲   | ۲    |
| فرانسه  | ۱۹۹۵  | ۶   | ۲    |
| فرانسه  | ۱۹۹۶  | ۱۲  | ۱    |
| فرانسه  | ۱۹۹۷  | ۸   | ۱    |
| فرانسه  | ۱۹۹۸  | ۱۵  | ۵    |
| فرانسه  | ۱۹۹۹  | ۶   | ۱    |
| فرانسه  | ۲۰۰۰  | ۱۳  | ۴    |
| فرانسه  | ۲۰۰۱  | ۸   | ۲    |
| فرانسه  | ۲۰۰۲  | ۹   | ۱    |
| فرانسه  | ۲۰۰۳  | ۷   | ۳    |
| فرانسه  | ۲۰۰۴  | ۷   | ۴    |
| فرانسه  | ۲۰۰۵  | ۵   | ۲    |
| فرانسه  | ۲۰۰۶  | ۱۰  | ۳    |
| مجموع   | مجموع | ۱۰۸ | ۳۱   |

## زندگی شخصی

### والدین
زیدان از والدینی عرب الجزایری در مارسی به دنیا آمده و پنجمین فرزند خانواده است. پدر و مادرش، اسماعیل و ملیکه، نام داشتند و نسب‌شان به روستایی در الجزایر برمی‌گشت.
حزب دست راستی فرانسه، جبهه ملی، ادعا می‌کرد که پدر زیدان در جریان جنگ استقلال الجزایر از «حرکی» ها بوده است (یعنی از کسانی که در رکاب ارتش فرانسه و علیه الجزایر جنگیده‌اند) اما زیدان این ادعا را به شدت رد کرده است. زیدان در ۱۹۹۳ با ورونیک، رقاص و مدل اسپانیایی الاصل، ازدواج کرد. آن‌ها چهار پسر به نام‌های انزو (زادهٔ ۲۴ مارس ۱۹۹۵)، لوکا (زادهٔ ۱۳ مه ۱۹۹۸)، تئو (زادهٔ ۱۸ مه ۲۰۰۲) و الیاس (زادهٔ ۲۶ دسامبر ۲۰۰۵) دارند که انزو هم‌اکنون در رئال مادرید کاستیا بازی می‌کند همچنین پسرش لوکا نیز دروازه‌بان سوم رئال مادرید است.

### حامی مالی
زیدان با شرکت‌هایی همچون لگو، آدیداس، کریستین دیور، جنرالی، فرانس تلکوم، اورنج، آئودی و فورد همکاری تبلیغاتی داشته است و از ثروت‌مندترین ورزش‌کاران جهان بوده است.

### فعالیت‌های نیکوکارانه
در ۲۴ فوریهٔ ۲۰۰۷ زیدان در شمال تایلند حضور یافت تا در یک بازی انسان‌دوستانه برای تیم کیودارون برای مبارزه با ایدز حضور یابد. زیدان در این بازی یک گل زد و یک پاس گل به هم تیمی مالزیایی‌اش داد تا این بازی ۲–۲ شود. این بازی ۱۰ هزار تماشاگر داشت و ۷۷۵۰ دلار نیز کمک انسانی جمع‌آوری شد.
در ۱۹ نوامبر ۲۰۰۷ زیدان در پنجمین بازی سالانهٔ مبارزه با فقر در مالاگا حضور یافت که این بازی هم ۲–۲ تمام شد. زیدان در این بازی گل نزد، اما در دقیقهٔ ۷۰ موقعیت گل را برای هم‌تیمی‌اش فراهم کرد. او و هم‌تیمی سابقش رونالدو هر ساله در یک بازی انسان‌دوستانه ستاره‌های جهان را جمع‌آوری می‌کنند. او از سال ۲۰۰۱ به عنوان سفیر فقر برگزیده شده است. او پیش از بازی یاران رونالدو و یاران زیدان گفت: «هر کسی می‌تواند هر کاری انجام دهد تا جهان بهتری داشته باشیم.» عواید این دیدار صرف کمک به برنامهٔ توسعهٔ سازمان ملل می‌شود که به ۲۷ کشور دنیا سود می‌رساند.

### در فرهنگ عامه
بعد از فینال جام جهانی ۲۰۰۶ ژاک شیراک رئیس‌جمهور فرانسه به زیدان به عنوان قهرمان ملی درود فرستاد و او را مرد دل و جان‌ها نامید.
در سال ۲۰۰۹ فیلیپ پارنو و داگلاس گوردون کارگردان‌های فرانسوی و آلمانی شروع به فیلم‌برداری و ساخت یک مستند با نام زیدان: پرترهٔ قرن ۲۱ کردند. زیدان در سال‌های ۲۰۰۰، ۲۰۰۳، ۲۰۰۴ و ۲۰۰۶ رتبهٔ اول، در ۲۰۰۵ رتبهٔ دوم و در ۲۰۰۱ و ۲۰۰۲ رتبهٔ چهارم محبوب‌ترین شخصیت فرانسه را به دست آورد. در نوامبر ۲۰۰۶، زیدان به بنگلادش سفر کرد تا مهمان محمد یونس برندهٔ جایزهٔ نوبل شود.